# Pahtajärvi (sjö i Finland, Lappland, lat 66,83, long 24,62)
Pahtajärvi är en sjö i Finland. Den ligger i kommunen Pello i landskapet Lappland, i den norra delen av landet, 700 km norr om huvudstaden Helsingfors. Pahtajärvi ligger 132,5 meter över havet. Arean är 18 hektar och strandlinjen är 4,26 kilometer lång. Sjön  ingår i Torne älvs huvudavrinningsområde. 